# 7346 Boulanger
A 7346 Boulanger (ideiglenes jelöléssel 1993 DQ2) a Naprendszer kisbolygóövében található aszteroida. Eric Walter Elst fedezte fel 1993. február 20-án.